# Widget (TV-serie)
Widget (Widget) är en filippinsk-amerikansk tecknad TV-serie, ursprungligen sänd under perioden 29 september 29 september 1990-3 december 1992. I Sverige visades den i Filmnet mellan 7 oktober 1992 och 27 juli 1993, och i TV 3 under andra halvan av 1993.

## Handling
Serien handlar om en figur från en planet i Hästhuvudnebulosan, som kraschat i sin rymdfarkost på Jorden och kan förändra skepnad så att han ser ut som olika saker. Han är också vän med Megabrain som är en väldigt intelligent utomjording som ser ut som ett rosa svävande huvud (med ett genomskinligt kranium) med flygande händer. Tillsammans med barnen Brian, Kevin och Kristine var han med om flera äventyr för att skydda naturen. Serien producerades av de filippinska animationsstudiorna Pinay Animation och Nova Star Productions i samarbete med amerikanska Calico Creations i syfte att lära barn om farorna med miljöförstöring.

## Avsnitt

### Säsong 1
1. Widget to the Whale Relief
2. The Captive Whale
3. My Miriend the Gorilla
4. Widget in the Jungle
5. Widget to the Country without Over Under
6. Widget and the Monster
7. Widget Rock Musician Cosmic
8. Blueberry and Berthold
9. The Gigantc Ants
10. Widget and the Robots
11. Widget Takes the Investigation
12. The Storm in the Jungle
13. The Vacation of Mom Slank

### Säsong 2
1. Widget and the Vampire
2. Widget in the School
3. A Crown for the Brain
4. Adventure in Mediterranean
5. The King Mac Bluff
6. Mega Slank
7. Widget and the Indian
8. Which Movie?
9. Very Special Glasses
10. When One Talks about the Wolf
11. Robot Zouc
12. Rock around the Galaxy
13. African Adventure

### Säsong 3
1. The Big Heads
2. Brain Washing
3. All is not Good to Throw
4. The Magic Ray
5. Widget to the School
6. The Glacier Thieves
7. Let Us Save the Planet Lotec
8. Rackletland
9. The Universal Language
10. The Three Ghosts
11. The Magic Mirror
12. Where is the Drama?
13. The Rain Forest

### Säsong 4
1. The Trip in the Time
2. The Gallery Galériens
3. Forage Them and the Foxes
4. The Micronauts
5. Rich of Wood
6. The Scrabouligou
7. The Abominable Urg
8. Ghost Histories
9. Chaos to Calico
10. The Forest People
11. Half Portion
12. Income
13. The Big Barrier of Coral

### Säsong 5
1. Selling Intergalactic Cheap
2. The Party
3. Mega Brain is at the Party
4. A Strange Adventure
5. Strange
6. Widget and His Double
7. The Big Intergalactic Circus
8. he Aero-Bull
9. Travel to the Library
10. The Big Pursuit
11. The Rock to Vows
12. The Candies to Nothing
13. The Intergalactic Fight

## Svenskspråkiga röster
- Widget - Helen Sjöholm
- Mega Brain - Anja Schmidt
- Henrik - Kenneth Milldoff
- Mikael - Håkan Mohede
- Krisitine - Anja Schmidt

## Hemvideo
I Sverige utgav Egmont serien på VHS under 1994.

### Fotnoter
1. ↑  Barnes, Mike. "'Voltron' producer Peter Keefe dies" Arkiverad 1 juni 2010 hämtat från the Wayback Machine., The Hollywood Reporter, 28 maj 2010. Läst 26 augusti 2010.
2. ↑  ”Widget”. Svensk meidedatabas. http://smdb.kb.se/catalog/search?q=Widget+typ%3Atv&sort=OLDEST. Läst 16 juli 2016.
3. ↑  ”Widget” (på engelska). Svensk mediedatabas. 12 mars 1994. http://smdb.kb.se/catalog/search?q=Widget+typ%3Afilm-video&sort=OLDEST. Läst 6 juni 2016.